# Auferstehungskirche (Köln-Ostheim)

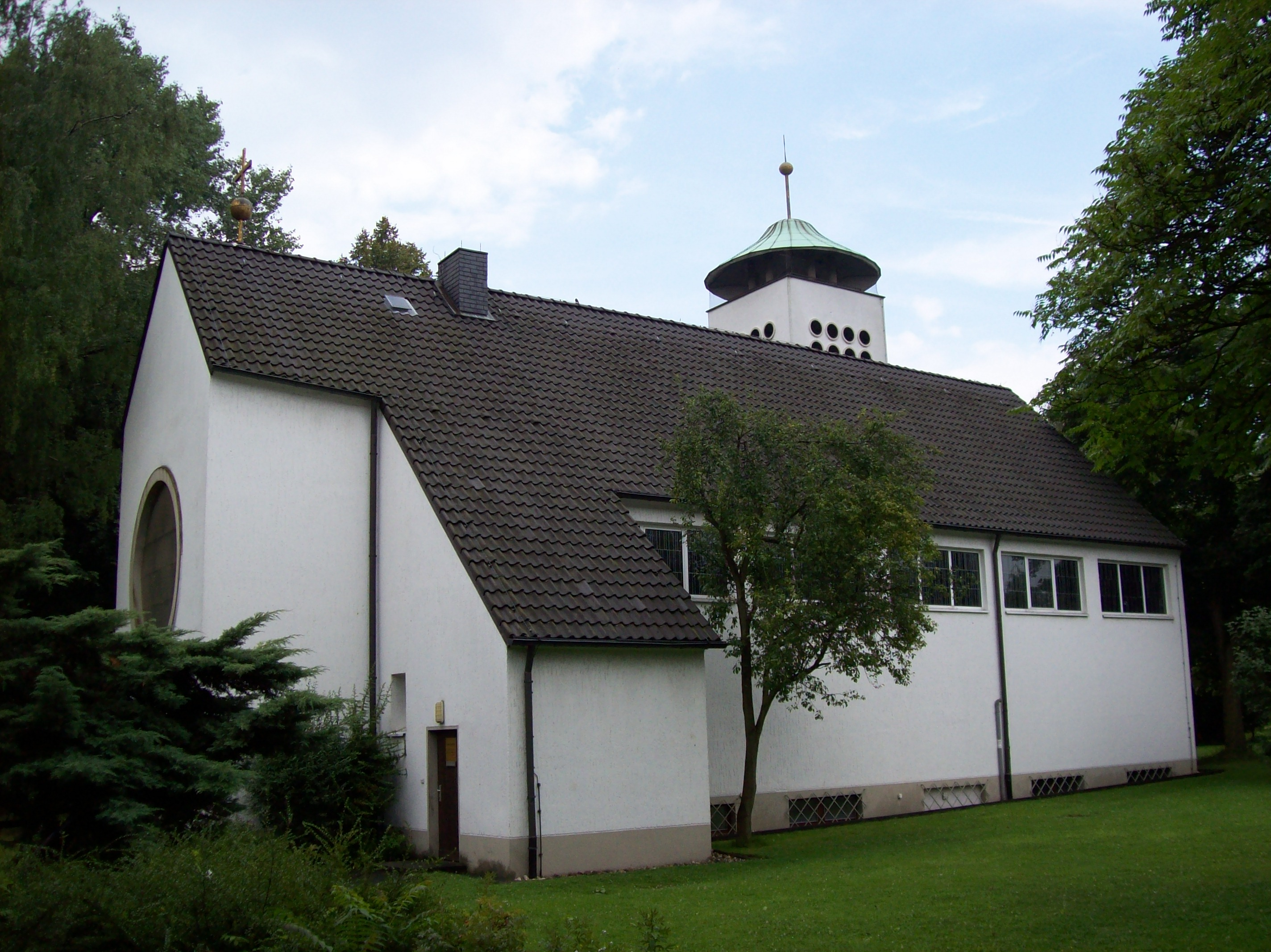
Blick zur Auferstehungskirche von Nordosten (2008)

Die Auferstehungskirche in Köln-Ostheim ist ein Kirchengebäude der Kirchengemeinde Köln-Rath-Ostheim, die zum Kirchenkreis Köln-Rechtsrheinisch gehört.

## Geschichte
1840 lebte in Ostheim ein einziger evangelischer Bürger. Die evangelischen Einwohner von Ostheim waren bis 1855 Mitglieder der evangelischen Gemeinde Köln-Mülheim, danach wurde eine Vikariatsgemeinde in Köln-Deutz gegründet. 1877 kam Ostheim zur Pfarrgemeinde Köln-Kalk. Bis 1912 wuchs die Gemeinde auf 48 evangelische Gläubige. 1930 wurde von Pfarrer Oskar Söhngen in Ostheim eine evangelische Vereinigung ins Leben gerufen. Diese traf sich u. a. im Saal einer Gaststätte, in einer Schule und bei einem Gemeindeglied. 1934 wurde ein neuer Betsaal in einer ehemaligen Werkstatt am Buchheimer Weg eröffnet. Die Stühle waren geliehen und der Gesang wurde mit zwei Geigen begleitet. Später wurde ein Harmonium angeschafft. Nach 1948 fand die Gemeinde sich im kleinen Saal des katholischen Jugendheims von St. Servatius zusammen. 1950 wuchs die Zahl der Einwohner von Ostheim, die Zahl der evangelischen Bürger lag bei 867 (20 %) und der Bau einer eigenen Kirche wurde notwendig.
Die neue Kirche wurde vom Architekten Gerhard Langmaack entworfen und am 21. März 1954 eingeweiht.

## Fenster
Die Kirchenfenster wurden 1953 durch den Architekten der Kirche, Gerhard Langmaack, gestaltet.
Der Altarraum wird durch ein mit geometrischen Figuren gestaltetes  rundes Fenster dominiert.
An den Seiten der Kirche befinden sich je fünf  Fenster als Lichtband, die sich der Komposition des Altarfensters anschließen. Im hinteren Teil der Kirche befinden sich drei weitere Fenster.

## Orgel

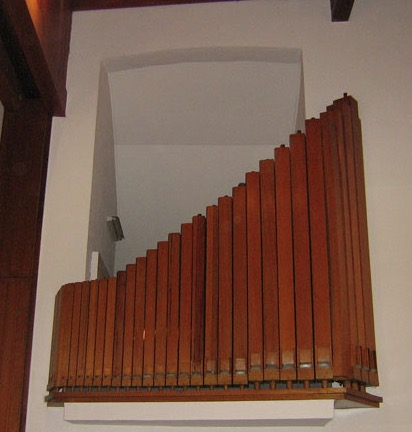
Peter-Orgel der Auferstehungskirche (2010)

Die Orgel wurde 1954 als Opus 72 von der Orgelbauwerkstatt Willi Peter erbaut. Das Instrument verfügt über sechs klingende Register, die auf einem Manual und Pedal verteilt sind. Die Disposition lautet wie folgt:
| I Manual C–g3 |                 |       |
| 1.            | Gedeckt B/D     | 8′    |
| 2.            | Prinzipal B/D   | 4′    |
| 3.            | Rohrflöte B/D   | 4′    |
| 4.            | Spillpfeife B/D | 2′    |
| 5.            | Scharf III–IV   | 1 ⁄3′ |
|               | Tremulant       |       |

| Pedal C–f1 |        |     |
| 6.         | Pommer | 16′ |

- Koppeln: I/P

Kirchenmusiker der Gemeinde waren u. a. Gustav Adolf Theill und Klaus Germann. Der Kirchenmusiker Helmut Kickton lernte an diesem Instrument als Schüler von Klaus Germann die ersten Grundlagen des Orgelspiels.

## Erweiterungsbau
Die Kirche wird durch den Anbau einer Seniorenbegegnungsstätte erweitert, dessen erster Spatenstich am 13. Oktober 2020 erfolgte. Mit der Fertigstellung wird im März 2021 gerechnet. Er umfasst 160 m² in Holz-Fertigbauweise. Neben einem Veranstaltungsraum sind ein Beratungsraum, eine Küche sowie barrierefreie Toiletten geplant. Der Anbau wird eine Verbindung durch eine Doppeltür mit dem Kirchenraum erhalten.